# プロビンスタウン (マサチューセッツ州)
プロビンスタウン (Provincetown [ˈprɒvɪnsˌtaʊn]) は、アメリカ合衆国マサチューセッツ州バーンスタブル郡のケープコッドの先端にあるニュー・イングランド・タウン。年間を通じた人口は3千人以下の小さな海岸リゾート街であるが、夏季には6万人もの人々が集まる。「ピー・タウン (P-town )」と略して呼ばれるこの町は、海岸、港と漁業、リゾートと芸術の町として知られ、多くの観光客が訪れている。自由な雰囲気からゲイ・タウンとしてLGBTQコミュニティのバケーションの地としてもその名が通っている。

## 歴史
その歴史は古く、ノーセット族がこの地を「Meeshawn 」と呼び長く定住しており種族として近いワンパノアグ族とと同じ「マサチューセット」という言語を話していた。ニューイングランド南部のアルゴンキン語訛りの言葉である。
1602年5月15日、ヨーロッパからパーソロミュー・ゴスノルドが上陸し、最初は島だと思っていたことからこの地を「ショール・ホープ」(ホープの浅瀬)と呼んだ。大量のタラ(英名、コッド)が獲れたことから、同日遅くにはこの地を「ケープ・コッド」(タラの岬)と改名した。当時は現在のプロビンスタウンのみをケープ・コッドと呼んだが、間もなくケープ・コッドが指す範囲は現在の地域に広がる。
1620年11月9日にピルグリム・ファーザーズ(清教徒)はメイフラワー号に乗ってイギリスからバージニア植民地に向かう途中、ケープ・コッドを見つけた。冬の強い海風に対抗して南に向かおうとするが失敗し、2日後には現在のプロビンスタウン港に戻り、錨を下した。こうしてこの地でメイフラワー誓約が作成および署名され、植民および自治区設立を決意し、東岸から上陸した。
清教徒は当初こそ湾の反対側のプリマスに植民しようと考えていたのだが、ケープ・コッドは椀状に深く、魚がよく採れ、この海岸が最適と考え直した。1654年、プリマス植民地の知事はノーセット族酋長から真鍮のやかん2個、コート6着、鍬12本、斧12本、ナイフ12丁、箱1箱でこの地を購入した。
その土地は現在のプロビンスタウンとトゥルーロの町界に近いイースト・ハーバー(旧ピルグリム・レイク)からロング・ポイントまで広がり、プリマス植民地が権利を有したため、漁業権がない漁師から出漁税を集金し、学校設立など植民地内の様々な計画に使用された。1678年、マサチューセッツ湾植民地の漁師なども料金を支払えば、漁場を使用できるようになった。
1692年、新たな勅許によりプリマス植民地とマサチューセッツ湾植民地が合併しマサチューセッツ湾直轄植民地となった。この時「ケープ・コッド」は正式に「プロビンス・ランズ」と改名された。
1714年、プロビンス・ランズの最初の司法記録されており、トゥルーロの管理下で併合された「ケープ・コッド行政地区(Precinct of Cape Cod )」が決議された。
1727年6月14日、入植から100年以上が経ち、ケープ・コッド行政地区はタウンシップ制となった。これにより住民たちは「ヘリングタウン(Herringtown )」(ニシンの町)への改名を望んだが、マサチューセッツ地方議会はこれを退け「プロビンスタウン」を選んだ。タウンシップ制となったことで住民たちは所有地の権利放棄証書を受け取らされると地権を失い使用権のみに甘んじた。
18世紀を通じて、プロビンスタウンの人口は少ないままであった。

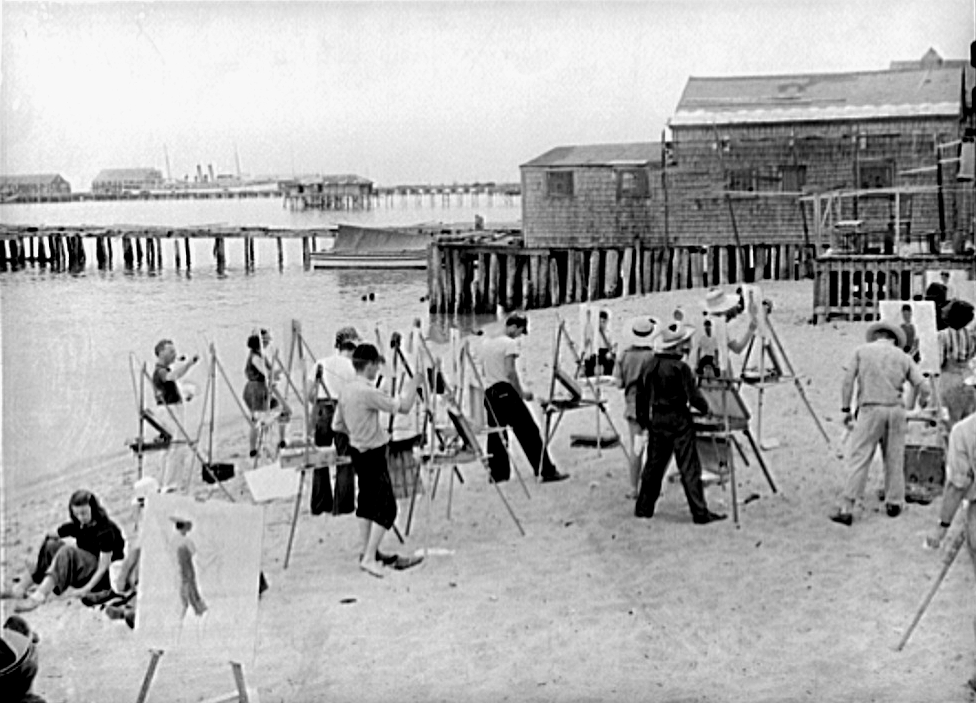
海岸での絵画教室（1940年）

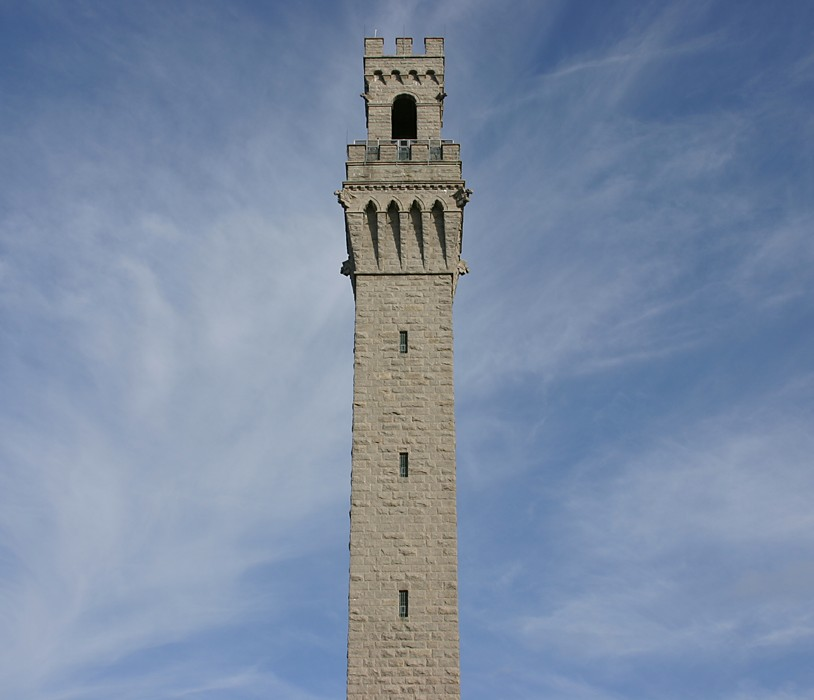
ピルグリム・モニュメント。シエーナ（イタリア）のマンジャの塔がモデル。（ウィラード・T・シアーズ設計、建築は1907年-1910年）

ケープ・コッドの他の地域同様、プロビンスタウンはアメリカ合衆国の独立の影響を受けた。イギリス軍は漁業および船舶関連の場所の多くを閉鎖し、町は縮小していった。1778年、奇遇にもこのプロビンスタウンの大西洋沖ピークド・ヒル・バー砂洲でイギリス軍艦HMSサマーセット号が難破した。
合衆国の独立後、漁業や捕鯨基地として急速に栄えた。アゾレス諸島から来たポルトガル人の船員が多く住み着き、アメリカ船籍の船舶で職を得てプロビンスタウンの人口は急増した。
1890年代のプロビンスタウンは景気づき、避暑を求める観光客の他、多くの作家や芸術家が集まるようになった。1898年にポートランド・ゲイルと呼ばれる嵐が町の漁業に打撃を与え、空き家となった漁業関連の建物に町の多くの芸術家が移り住んでくる。20世紀初頭、町の芸術文化は国際的に称賛を得るようになっていた。この頃、実験的演劇集団プロビンスタウン・プレイヤーズが創立、関係者の多くはニューヨークのグリニッジ・ヴィレッジに住んでおり、文化人と芸術家の繋がりはこれらの場所で織りなされた。1898年に画家のチャールズ・ウェブスター・ホーソンによって初の屋外人物画教室とされるケープコッド芸術学校が創設された。1916年の授業の映像が残されている。
1910年には町のシンボルである「ピルグリム・モニュメント」が完成し、ウィリアム・タフトらを招いて盛大に除幕式が行われた。
1960年代半ばにも人口が急増した。当時、町の田園風の景観がヒッピーたちに受け、特に冬季は家賃が安く生活コストが低く抑えられたことから、ここに定住して家族を形成していった。町の目抜き通りのコマーシャル通りには多くの喫茶店、レザー・ショップ、違法薬物店など様々な小売店が繁盛した。
1970年代、特に夏季の観光シーズンにはゲイの人口が急増した。20世紀前半には実験的演劇と共に芸術村として発展しており、プロビンスタウンにゲイの人々が集まるようになる。1940年代にドラァグクイーンがパフォーマンスを行なっていた。1978年にLGBTツーリズム関連の宣伝と拡販を開始したプロビンスタウン職業組合(PBG)は、現在、加盟企業200社超に成長する。プロビンスタウンはアメリカ合衆国東海岸でゲイに最も知られた避暑地とされる。2010年のアメリカ国勢調査によると、住民のカップル1,000組中163.1組が同性であり、国内最高の比率となっている。
1990年代から家賃が急激に上がり、住民らに打撃を与えた。しかし2005年から2012年にかけて町内外の地価が下がり、最大で1年弱の下げ幅が10%超に達すると、町の経済は下落していった。それでも観光シーズンは長くなっていき、祭りや1週間続くイベントなどを企画している。最も有名なものは夏季のポルトガル祭、ベア・ウィーク、カーニバル・ウィークである。
アメリカ合衆国国家歴史登録財に建造物8件が登録され、町にはプロビンスタウン歴史地区とデューン・シャックス・オブ・ピークド・ヒル・バーズ歴史地区の2つの歴史地区がある。

## 地理
プロビンスタウンはケープ・コッドの最先端にあり、総面積は17.5平方マイル (45 km2)で、うち55%の9.7 sq mi (25 km2)が陸地であり、残りの7.8 sq mi (20 km2)が水域である。東以外の全方向を水域で囲まれ、海岸線は21.3マイル (34.3 km)におよぶ。東隣のトゥルーロとの間が唯一の地上境界線であり、南東にプロビンスタウン港、南および西にケープコッド湾、北西および北にマサチューセッツ湾、北東に大西洋がある。
バーンスタブル、ハイアニスから北に道路距離で45マイル (72 km)、ケープコッド運河をまたいでケープ・コッドと本土を結ぶサガモア橋から62マイル (100 km)の位置にある。ボストンの南東に位置し、空路および海路で45マイル (72 km)、道路距離にして115マイル (185 km)離れている。
アメリカ合衆国国立公園局は町の総面積の73%すなわち約4,500エーカーの土地を所有し、ケープ・コッド国立海浜公園を管理する。残りのうち約2.7 sq mi (7.0 km2)の土地は町の管轄、また北側のプロビンス・ランズには砂丘および複数の小さな池があり、マサチューセッツ湾沿いに東のマウント・アララトから西のレイス・ポイントまで広がっている。ケープ・コッド湾の海岸は西のレイス・ポイントから南のウッド・エンドまで伸びると内側にカーブし、東に向かった端にロング・ポイントがあってプロビンスタウン港の天然の堤防を形成する。これら3つの岬に灯台を置く。人口密集地は国立公園の南の港に沿っている。
マウント・アララトは創世記でノアの方舟が到着したとされるアララト山から、マウント・ギルボアはサムエル記のギルボア山から名付けられた。

## 気候
水域で囲まれたプロビンスタウンは、1976年から2005年の最低気温の平均が 0 and 5 °F (−17.8 and −15.0 °C)と穏やかな気候で、アメリカ合衆国農務省が定める耐寒性区分の7aに分類される。州内の他地域に比べると季節の変わり目は水温に遅めに反映され、春の水温はまだ冷たく、秋の水温はぬるい。
ケッペンの気候区分によると、大陸性気候の影響を受けつつ海洋性気候と温暖湿潤気候の境にあたる。7月の平均気温70.6 °F (21.4 °C)は温暖湿潤気候の等温線をやや下回る。等温線の32 °F (0 °C)を大陸性気候のそれと比べると、半島の地形に起因する自然の変化であると言える。
| プロビンスタウンの気候                                  | プロビンスタウンの気候 | プロビンスタウンの気候 | プロビンスタウンの気候 | プロビンスタウンの気候 | プロビンスタウンの気候 | プロビンスタウンの気候 | プロビンスタウンの気候 | プロビンスタウンの気候 | プロビンスタウンの気候 | プロビンスタウンの気候 | プロビンスタウンの気候 | プロビンスタウンの気候 | プロビンスタウンの気候 |
| 月                                                      | 1月                    | 2月                    | 3月                    | 4月                    | 5月                    | 6月                    | 7月                    | 8月                    | 9月                    | 10月                   | 11月                   | 12月                   | 年                     |
| ------------------------------------------------------- | ---------------------- | ---------------------- | ---------------------- | ---------------------- | ---------------------- | ---------------------- | ---------------------- | ---------------------- | ---------------------- | ---------------------- | ---------------------- | ---------------------- | ---------------------- |
| 最高気温記録 °F （°C）                                  | 62 (17)                | 57 (14)                | 79 (26)                | 85 (29)                | 92 (33)                | 98 (37)                | 98 (37)                | 98 (37)                | 91 (33)                | 82 (28)                | 70 (21)                | 62 (17)                | 98 (37)                |
| 平均最高気温 °F （°C）                                  | 36.9 (2.7)             | 38.1 (3.4)             | 44.4 (6.9)             | 53.3 (11.8)            | 63.6 (17.6)            | 73.1 (22.8)            | 79.3 (26.3)            | 78.3 (25.7)            | 71.0 (21.7)            | 61.9 (16.6)            | 51.6 (10.9)            | 42.1 (5.6)             | 57.8 (14.3)            |
| 日平均気温 °F （°C）                                    | 30.1 (−1.1)            | 31.1 (−0.5)            | 36.9 (2.7)             | 45.1 (7.3)             | 54.9 (12.7)            | 64.4 (18)              | 70.6 (21.4)            | 69.8 (21)              | 63.1 (17.3)            | 54.0 (12.2)            | 45.0 (7.2)             | 35.3 (1.8)             | 50.0 (10)              |
| 平均最低気温 °F （°C）                                  | 23.3 (−4.8)            | 24.1 (−4.4)            | 29.6 (−1.3)            | 36.8 (2.7)             | 46.2 (7.9)             | 55.6 (13.1)            | 62.0 (16.7)            | 61.3 (16.3)            | 55.3 (12.9)            | 46.0 (7.8)             | 38.3 (3.5)             | 28.2 (−2.1)            | 42.2 (5.7)             |
| 最低気温記録 °F （°C）                                  | −4 (−20)               | −2 (−19)               | 6 (−14)                | 19 (−7)                | 25 (−4)                | 35 (2)                 | 43 (6)                 | 34 (1)                 | 29 (−2)                | 22 (−6)                | 11 (−12)               | 0 (−18)                | −4 (−20)               |
| 降水量 inch （mm）                                      | 3.81 (96.8)            | 3.24 (82.3)            | 3.87 (98.3)            | 3.55 (90.2)            | 3.25 (82.6)            | 3.10 (78.7)            | 2.44 (62)              | 3.38 (85.9)            | 3.47 (88.1)            | 3.69 (93.7)            | 4.49 (114)             | 4.19 (106.4)           | 42.49 (1,079.2)        |
| 降雪量 inch （cm）                                      | 5.4 (13.7)             | 7.1 (18)               | 3.6 (9.1)              | 0.4 (1)                | 0 (0)                  | 0 (0)                  | 0 (0)                  | 0 (0)                  | 0 (0)                  | 0 (0)                  | 0.1 (0.3)              | 3.0 (7.6)              | 19.5 (49.5)            |
| 平均降水日数 （≥0.01 in）                               | 9                      | 10                     | 10                     | 10                     | 9                      | 8                      | 7                      | 8                      | 7                      | 8                      | 11                     | 10                     | 108                    |
| 出典1：Western Regional Climate Center (平均 1958-1992) |                        |                        |                        |                        |                        |                        |                        |                        |                        |                        |                        |                        |                        |
| 出典2：The Weather Channel (極値)                       |                        |                        |                        |                        |                        |                        |                        |                        |                        |                        |                        |                        |                        |

## 交通

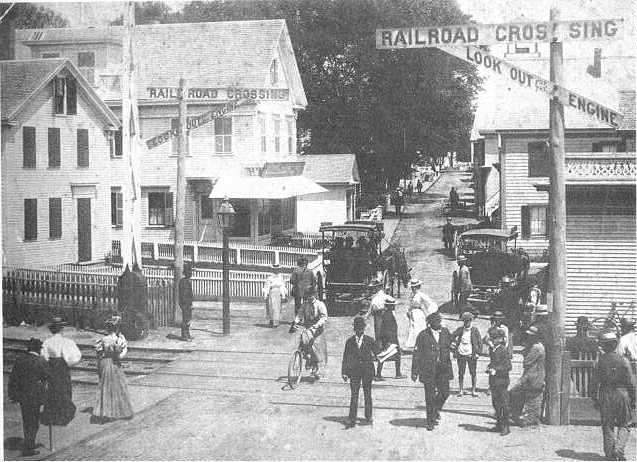
1890年代のコマーシャル通りが描かれた絵葉書

空港があり、ボストンから航空便（ケープエアー）が飛んでいるほか、ボストン発のバスやフェリーもある。

### 交通状況の歴史
記録に残るプロビンスタウンの歴史において、長年、特に南の海岸には天然の深い港があり船が安全に航行でき、風や波の影響をあまり受けないため海運と深く繋がっている。またプロビンスタウンは細長い半島の先端にあるため、地形的に大陸部と分断されていた。
かつてプロビンスタウンで最も安全な係留地であったイースト・ハーバーはプロビンスタウン・ハーバーから1,000-フート  (305 m)奥まった入り江にあり、両方の港の行き来は砂洲に隔てられて困難であった。19世紀後期まで、北の細くのびる「バックショア」(後浜)と呼ばれる海岸沿いの道以外に、本土と繋がる道路はなかった。1854年、イースト・ハーバーに木製の橋が架けられたが、2年後の冬に嵐と凍結で崩壊した。翌年再建されても、この橋を渡るルートはバックショア側と同様に、砂浜を数キロも進まねばならず、嵐で水嵩（みずかさ）が増すと通れないこともあった。これによりプロビンスタウンは半島というよりも島と同等ともいえた。住民たちは通信や航行、商業において結局、港を使用しなければならなかった。

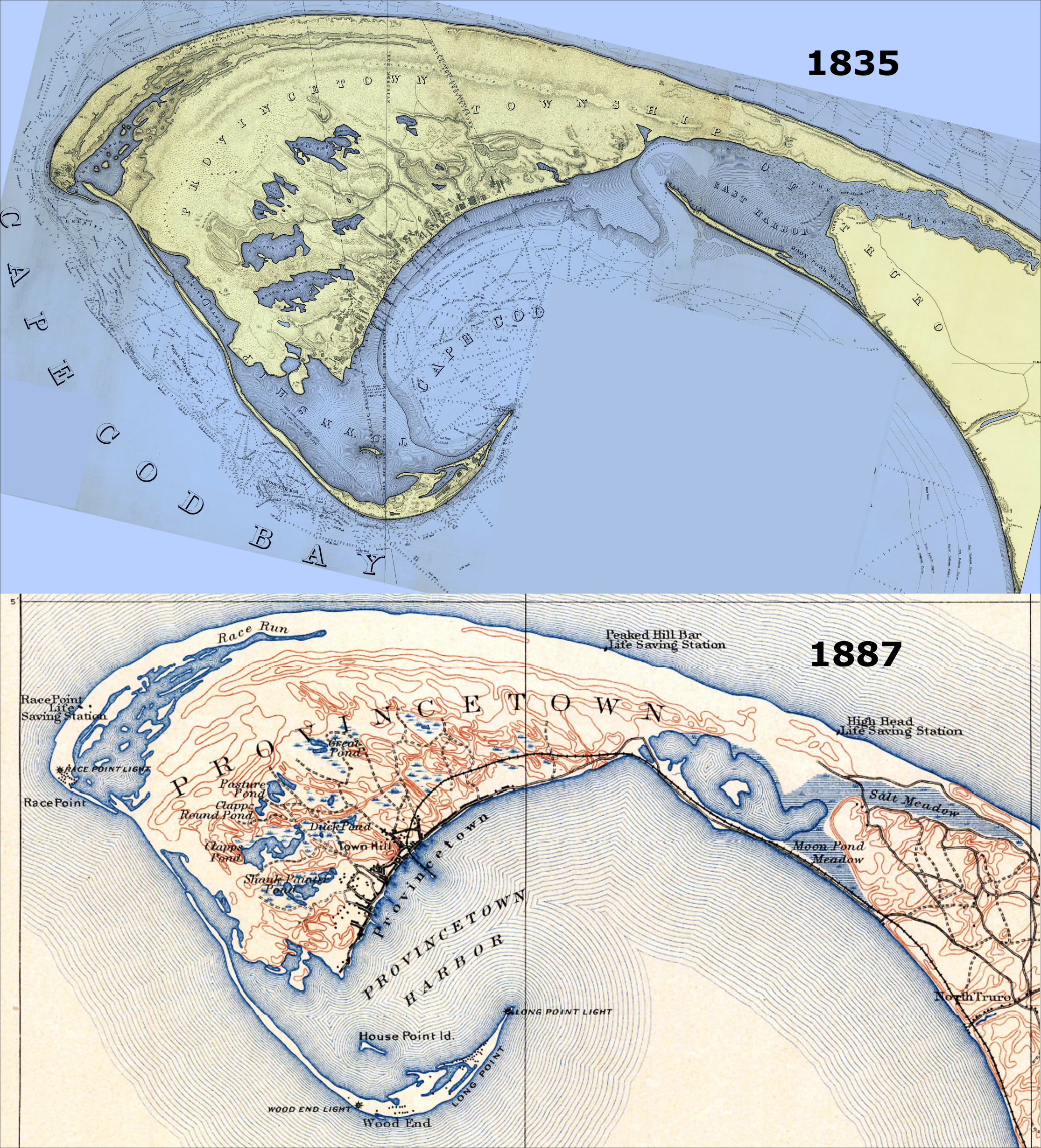
上の図＝1800年代後期まで、イースト・ハーバーはプロビンスタウン・ハーバーに向かって水面が通じており、プロビンスタウンへ向かう道路はなかった。下の図＝1868年、イースト・ハーバーに堤防を築き線路を引くと、その後、車道をついた。

1868年、イースト・ハーバーに堤防ができ線路が敷かれ、1873年、鉄道の開通式が盛大に行われると、1877年には木製の橋と砂浜の道は自動車道路に作り替えられた。鉄道の終点は埠頭で、現在のマクミラン埠頭にあたる。鉄道および道路が通じたことにより漁師は船の乗り降りおよび鉄道での魚の輸送が楽になった。
鉄道および道路がプロビンスタウンまで伸びるのは、だいぶ遅れた。
"当時町に道路はなかった。カート、馬車、ワゴン、馬、牛もいないのだから道路がある訳がない。各家に船着き場までの小道があり、一度外に出れば税金や通行料なしで通ることができる。近所への小道、学校への小道、教会への小道がある。曲がりくねった小道もあるだろうが、彼らは昼夜問わず、陸地だろうと水域だろうと上手に通る。一方、浅い水が流れる道路は毎年1日2回広く長い範囲に亘って水嵩が増し、もし通ればオランダ兵が喜ぶことだろう。"—シェナ・リッチ、『Truro—Cape Cod. Or, Land Marks and Sea Marks 』(1883年)
町内の道路区画は歴史的に重要な海岸を考慮し、国際的な往来と商業の鍵となった。町の発展につれて沿岸部が組織的に拡張し、町内のあらゆる商業活動と社会生活が営まれる海岸部を縫うように、主要な道路が密に繋いでいった。それぞれの住宅の裏手から続く歩道がまとまった通りを当初は「タウン・ロード」と呼んでいた。1835年、郡政委員会は「フロント・ストリート」と改名し、その後、現在の「コマーシャル・ストリート」となった。フロント・ストリートと並行するかつてのバック・ストリートは、現在は「ブラッドフォード・ストリート」という名になった。
"当時住宅は海岸に面していた。当時から向きを変える家もあったが、おもて玄関を海側に向けたままの家もあった。町に越してきて短いとある医者の男が区画を64フィート (20 m)に定めようと提案したが、住民投票で否決された。彼は譲歩して32フィート (9.8 m)で提案し直したが、22フィート (6.7 m)がいかなる用途にも適しているとされた。"—ナンシー・W・ペイン・スミス、『The Provincetown Book 』(1922年)

### 現代の交通

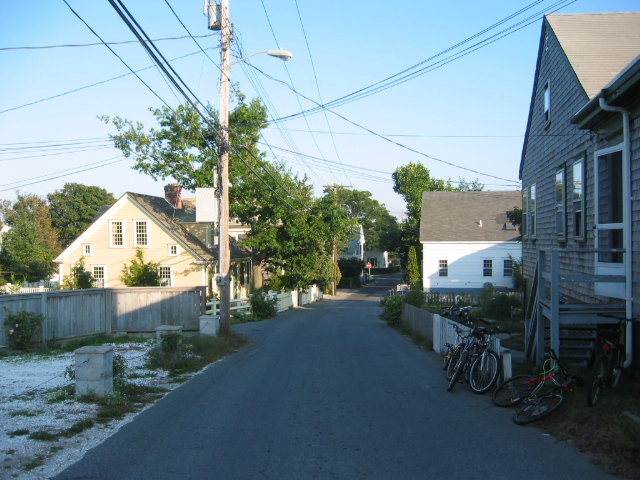
プロビンスタウンの住宅街

プロビンスタウンには国道6号線の東の終点がある。ただしケープ・コッドの形状に沿っているため厳密には最東端ではない。西端は州道6A号線と接している。州道の終点を告げる「State Highway Ends 」の標識から先は国立海浜公園の道路として国道となる。国道6号線の他に州道6A号線も町を横断し、その大部分がブラッドフォード・ストリートとも呼ばれ、ハーリング・コーヴ・ビーチのすぐ南まで続いている。
フェリーはボストン行きが2社、プリマス行きが1社運行している。すべて町の中心部にあたる町役場のすぐ東、マクミラン埠頭に停泊する。1873年から1960年代初等まで走っていた鉄道は、ニューヨーク・ニューヘイブン・アンド・ハートフォード鉄道から切り離されて以降は廃線となった。「ロード」と名のついた通りのほとんどは「ハリー・ケンプ・ウェイ」、「レイルロード・アベニュー」、「リア・ハウランド」に変わり、また1.3-マイル (2.1 km)の遊歩道と緑地帯からなる「オールド・コロニー・ネイチャー・パスウェイ」となった。
ケープ・コッド地方公共交通機関管理所はマクミラン埠頭とハーウィッチを結ぶバス交通、トゥルーロへのシャトルの運行を提供している。またボストンから繋がる景観自転車道「バイク・ルート1号線」の終点の1つがあり、クレア・ソルトンストール・バイクウェイと呼ばれている。
プロビンスタウン地方空港はレイス・ポイントのすぐ東にあり敷地面積378エーカー(1.53km2)、周囲はケープ・コッド国立海浜公園が占める。便数はゼネラル・アビエーションが多いが、ジェットブルー航空とコードシェア便のあるケープエアーのボストン、ホワイト・プレインズ行き定期便もある。滑走路は3,500-フート (1,100 m)、計器着陸装置、全照明の設備が整っている。一番近い国際空港はボストンのジェネラル・エドワード・ローレンス・ローガン国際空港である。

## 人口動態

### アメリカ合衆国国勢調査
以下は2010年の国勢調査による人口統計データである。
基礎データ
- 人口: 2,942人(2000年から14.3%減)[34]
- 世帯数: 1,765世帯(3.9%減)
- 家族数: 416家族(23.6%)
- 人口密度: 117.5人/km²（304.2人/mi²）
- 住居数: 4,494軒(15.5%増)
- 住居密度: 179.4軒/km²（464.7軒/mi²）

人種別人口構成
- 白人: 91.5%※
- アフリカン・アメリカン: 4.0%
- ネイティブ・アメリカン: 0.6%
- アジア人: 0.6%
- その他の人種: 1.6%
- 混血: 1.7%
- ヒスパニック・ラテン系: 4.8%

※＝アイルランド系(26.7%、2010年より9.3%増)、イギリス系(17.4%、2.6%増)、ポルトガル系(14.6%、8.2%減)、イタリア系(13.5%、3.4%増)、ドイツ系(12.5%、3.6%増)である
。
年齢別人口構成
- 18歳未満: 6.8%
- 年齢の中央値: 52.3歳
- 性比: 男性1,602名、女性1,340名

世帯と家族（対世帯数）
- 18歳未満の子供がいる: 115 (6.5%)
- 非家族世帯: 76.4%
- 平均構成人数
  - 世帯: 1.64人
  - 家族: 2.55人

収入と家計
- 収入の中央値
  - 世帯: 46,547米ドル(平均74,840米ドル)
  - 家族: 87,228米ドル(平均84,050米ドル)
  - 非家族世帯: 42,375米ドル(平均71,008米ドル)
  - 性別
    - 男性: 49,688米ドル
    - 女性: 36,471米ドル
- 人口1人あたり収入: 41,488米ドル[37]
- 貧困線以下
  - 対人口: 15.4%
  - 対家族数: 2.1%
  - 18歳未満: 26.0%
  - 65歳以上: 7.5%[38]

プロビンスタウンの郵便番号使用者では、全米で一番同性カップル世帯の割合が高い。

### リゾート地として
国勢調査などの調査ではリゾート地としての夏季の人口は調べられない。住居数が15%上がっても人口は14%下がっており、61%の住居が空き家であるのは53%が別荘でだからである。
2000年から2010年の10年間で人口は14.3%減(3,431人から2,942人)だったが、夏季の人口は19,000人から6万人に大幅に増え、その内訳は夏季の6か月分の家賃のみ払う人が多い。その多くはここで仕事をし、家賃、税金を払っている。

## 政治

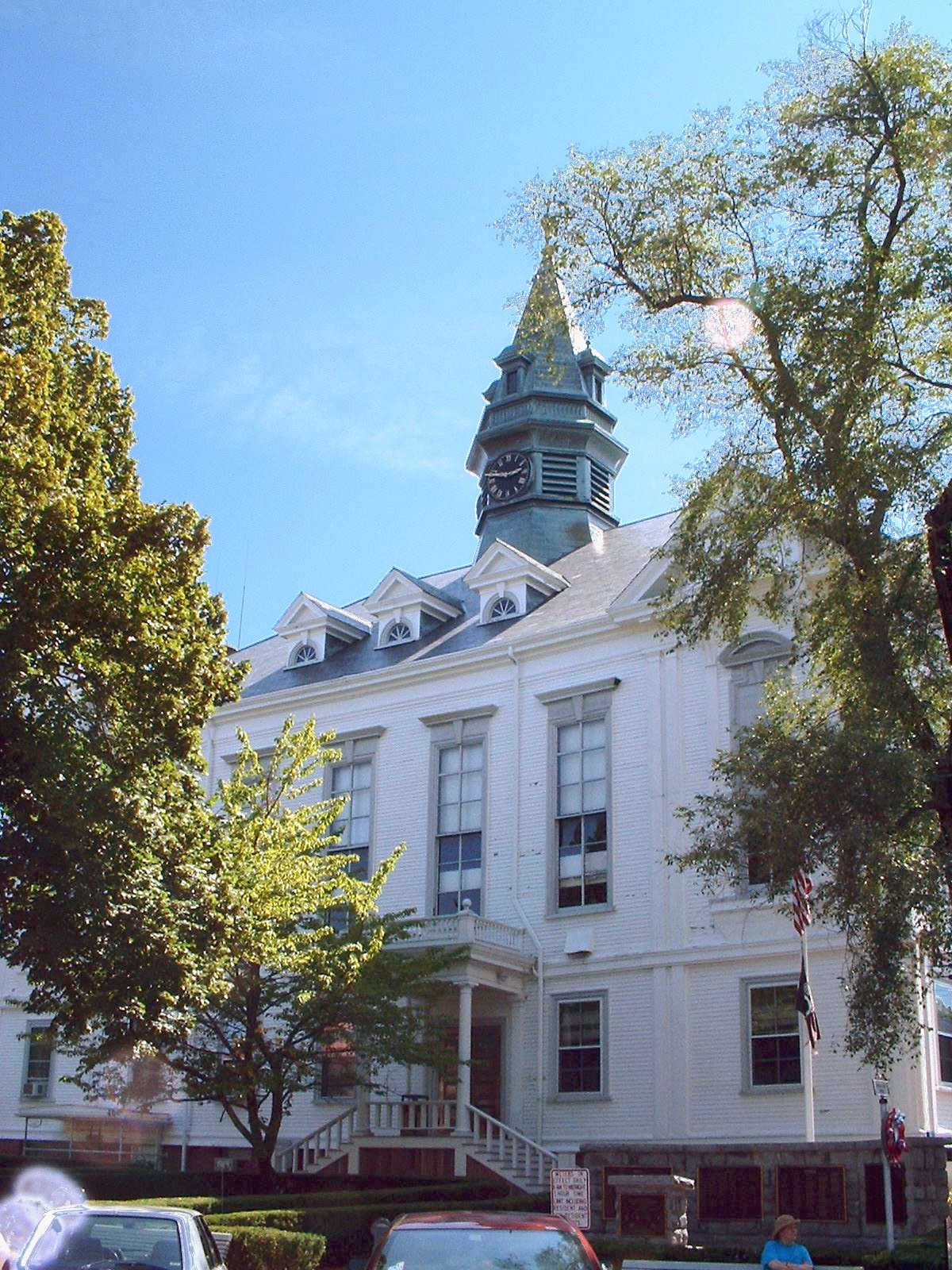
プロビンス町役場

プロビンスタウンではニュー・イングランドの他の町と同様、オープン・タウン・ミーティング形式をとっている。市民がタウン・ミーティングに集まり、立法府のように会議し、町の規則に従って予算や法改正を決議する。町には独自の警察署や消防署があり、どちらもシャンクペインター通りに所在する。コマーシャル通り沿いでフォース埠頭に近い郵便局と、同じ通りの2005年までセンター・メソディスト米国聖公会だった建物内に町立図書館がある。
1963年からマサチューセッツ州選出上院議員を務めていたエドワード・ケネディが2009年に亡くなり、ジョン・ケリーが後継して2013年にアメリカ合衆国国務長官となるまで務めた。次いで2013年7月16日よりエド・マーキーが上院議員を務めている。松蔭には他に2012年11月の選挙で選ばれた民主党のエリザベス・ウォーレンがいる。

## 文化
1968年、非営利団体「ファイン・アーツ・ワーク・センター」が創立された。研修制度を通して若い芸術家、作家は実力を発揮し、審美眼を養い経験を積み、歴史的に芸術の町であったプロビンスタウンの活気を取り戻そうという趣旨であった。
全米でも有名なプロビンスタウン芸術協会美術館(PAAM)は2014年に100周年を迎えた。年間のべ35回の企画展を実施し、子供、若者、大人向けファインアート・ワークショップの他、数々のプログラムやイベントを行なっている。常設展示は3,000点におよぶ。
同館は2004年から2007年にわたり、地域振興予算を計4回得ると総額300万ドルを借り入れ、増築、空調施設の更新、船長の邸宅で歴史的建造物ハーグッド・ハウスの改装、負債返済にあてた。地域振興予算の目的は「全米のあらゆる地方の経済活動を活性化し、クオリティ・オブ・ライフを向上させる」ことであり、農務省は2000年代のプロビンスタウンはまだ「地方」と定義し、連邦政府の扶助を必要としているとみなした。
2003年、マクミラン埠頭の改築の補助金として農務省の地域振興予算から195万ドルを低利率で借り受けた。町の漁船は主にこの埠頭を使用し、高速フェリーも停泊する他、観光客も多く訪れる。
アトランティック・ハウスは全米最古のゲイ・バーとされ、『フロマーズ』誌は「アメリカ初のゲイ・バー」と記している 。
アート・ハウスは夏季に多くのエンターテイナーが出演しショーを行ない、ヴァーラ・ジーン・マーマン、ミス・リチャード1981、ミス・ココ・ペルーなど町の有名人が登場する。オフ・シーズンには夜にWii Sportsボウリング大会、クイズ大会などのイベントが行われる。
プロビンスタウン国際映画祭では自主映画や前衛映画などが上映される。ジョン・ウォーターズは夏季にプロビンスタウンに滞在し、映画祭でも重要な役割を担っている。
2011年11月、プロビンスタウン・シアター・カンパニーはニュー・イングランドで初めてハワード・フィリップス・ラヴクラフトの1919年のホラー・ファンタジー『一枚の絵/家の中の絵』を舞台化し、第22回フォール・プレイライト・フェスティバルで上演された。

### ポピュラー・カルチャー
小説
- シンシア・ヴォイトの小説『ホームカミング』シリーズ第1作目『Homecoming 』（1981年）では、主要登場人物ダイシー、ジェイムズ、エリザベス、サミーはプロビンスタウン出身である。
- デニス・ジョンソンの小説『Resuscitation of a Hanged Man 』（1991年）の舞台はプロビンスタウンである。
- ノーマン・メイラーの小説『Tough Guys Don't Dance 』（1984年）の舞台は主にプロビンスタウンである。
- アニー・ディラードの小説『The Maytrees 』（2007年）の舞台は主にプロビンスタウンである。
- ジョン・ルーミスのフランク・コフィン・ミステリー・シリーズの小説の舞台はプロビンスタウンである。

音楽
- 2008年、ヴァンパイア・ウィークエンドのデビュー・アルバム『Vampire Weekend 』収録曲『Walcott 』はプロビンスタウンおよび他のケープ・コッドの場所に言及している。
- ボストンのグラインドコア・バンドのアナル・カントはアルバム『40 More Reasons to Hate Us 』（1996年）の曲『02657 』の歌詞で、プロビンスタウンのLGBTコミュニティの大きさを風刺した。同曲の題名の数字はプロビンスタウンの郵便番号である。

映画、テレビ
- 映画『BearCity 2: The Proposal 』（2012年）の出来事の多くはプロビンスタウンのベア・ウィークに起こる。
- 2003年に始まったカートゥーン ネットワークのアダルトスイムの番組『The Venture Bros. 』においてColonel Gentleman がプロビンスタウンをもじった造語を語る。
- 2009年から始まった『glee/グリー』のカート(クリス・コルファー)とブレイン(ダレン・クリス)のカップルは、合同結婚式をしたブリタニー(ヘザー・モリス)とサンタナ(ナヤ・リヴェラ)のカップルと共にプロビンスタウンに新婚旅行に行く。
- テレビ・ドラマ『30 ROCK/サーティー・ロック』第6シーズン第17話（2012年）でジャック(アレック・ボールドウィン)の母コリーン(エレイン・ストリッチ)は「プロビンスタウンでデニムの短パンを履いて結婚式をするゲイのカップルのように愛に言葉はいらない」と語る[48]。またジャックの敵デヴォン(ウィル・アーネット)は「リズ(ティナ・フェイ)のプロジェクトが少しでも損失を出したら、プロビンスタウンの鞭打ち祭のようにぶってやる」と語る[49]。

## ギャラリー

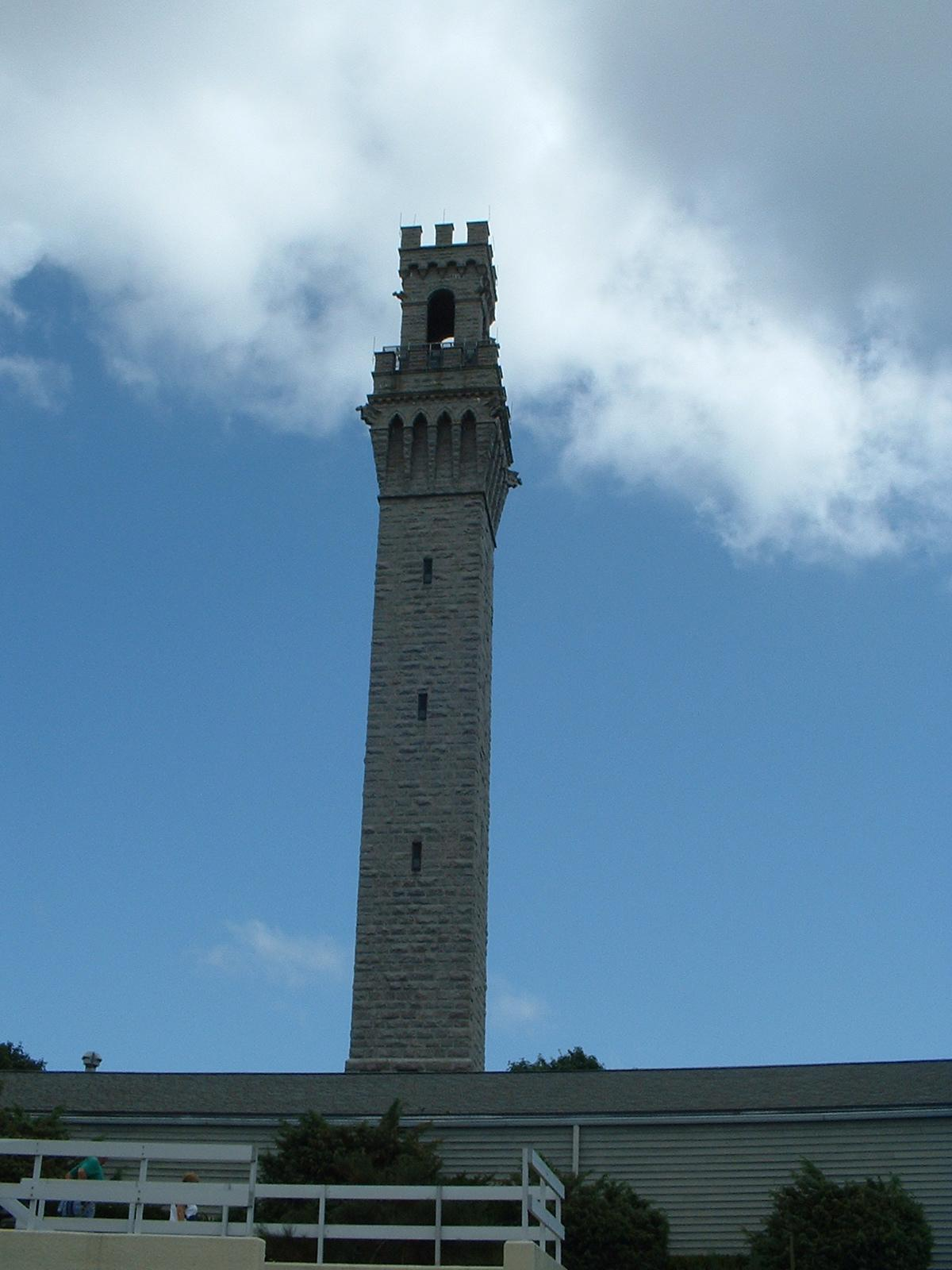
ピルグリム・モニュメント
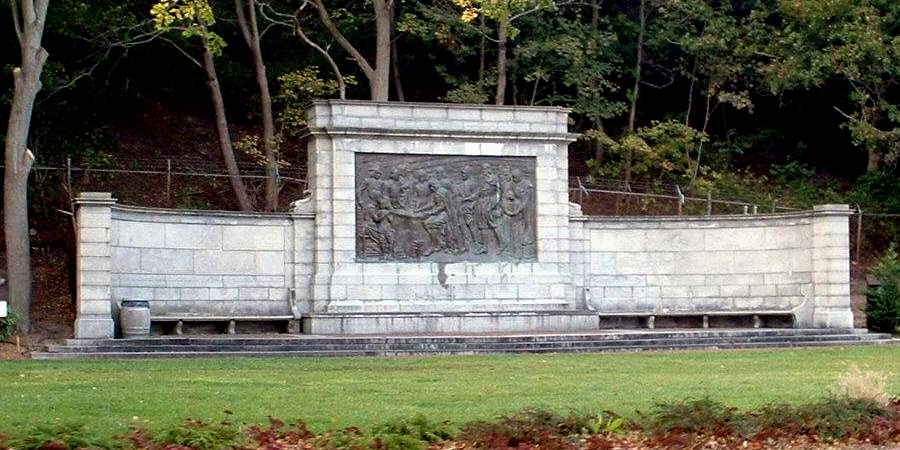
メイフラワー誓約の署名の様子が描かれた銅板レリーフ
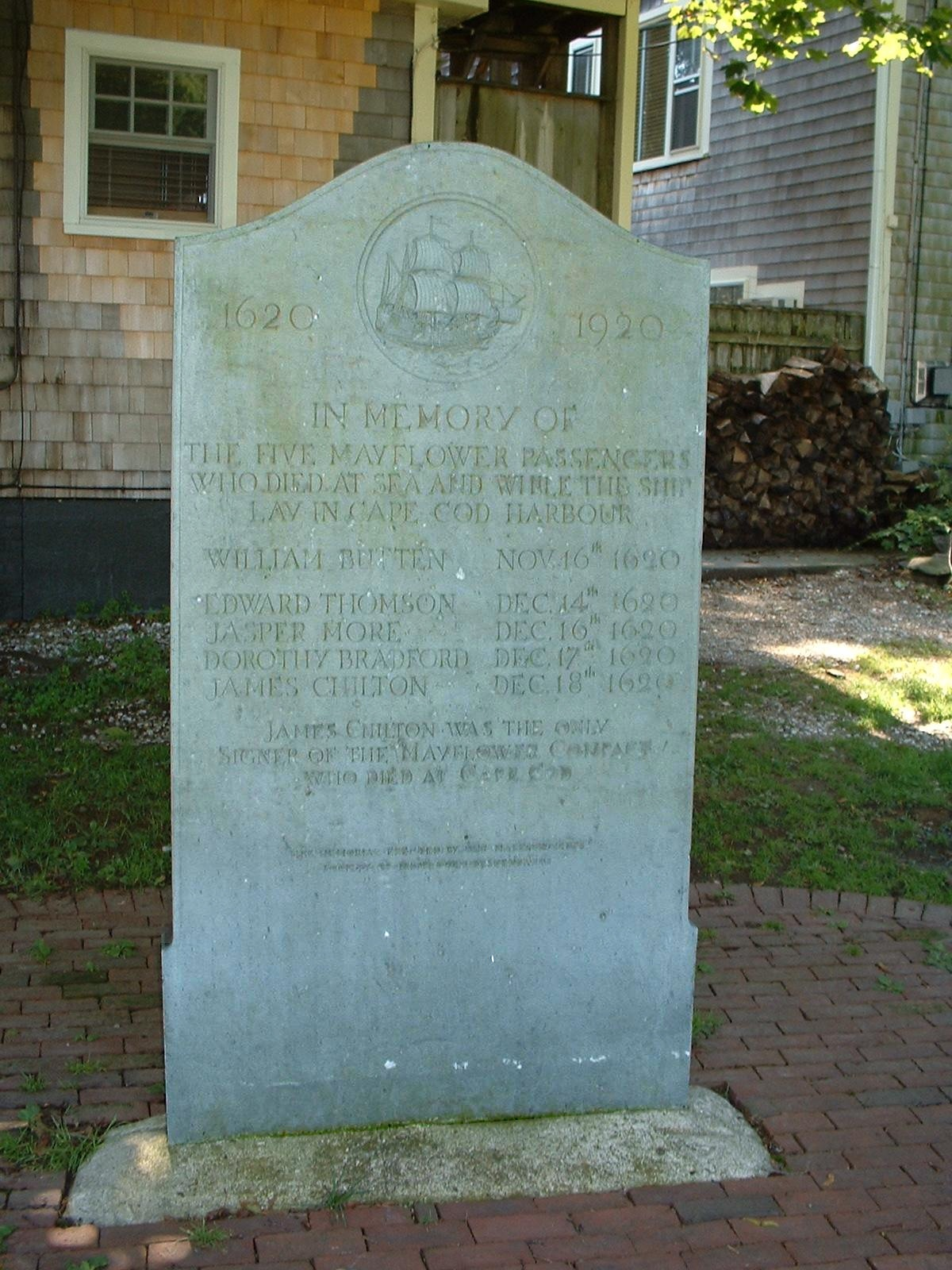
メイフラワー号に乗船した清教徒で亡くなった者の慰霊碑
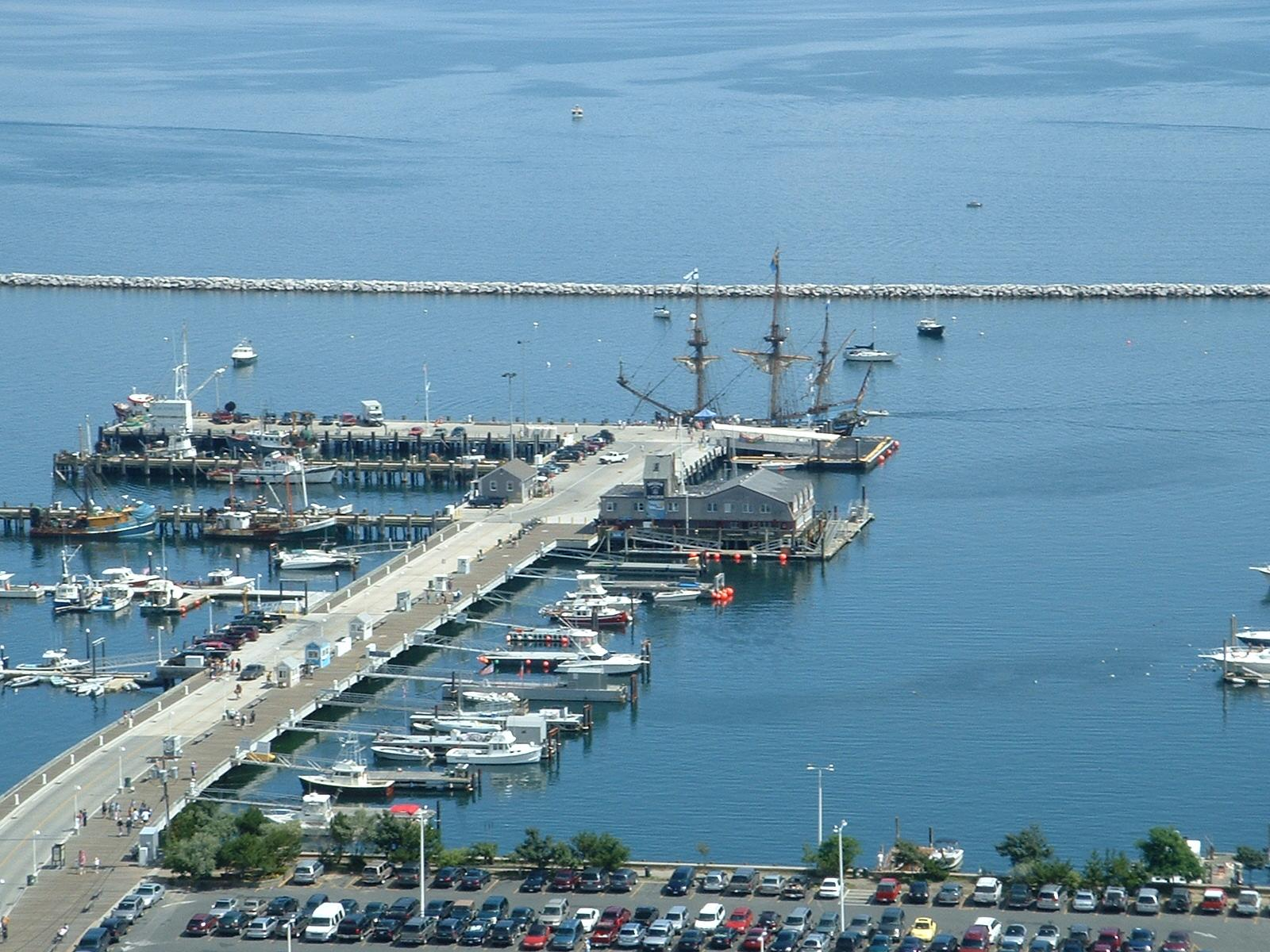
港のマクミラン埠頭に停泊するスウェーデンの帆船
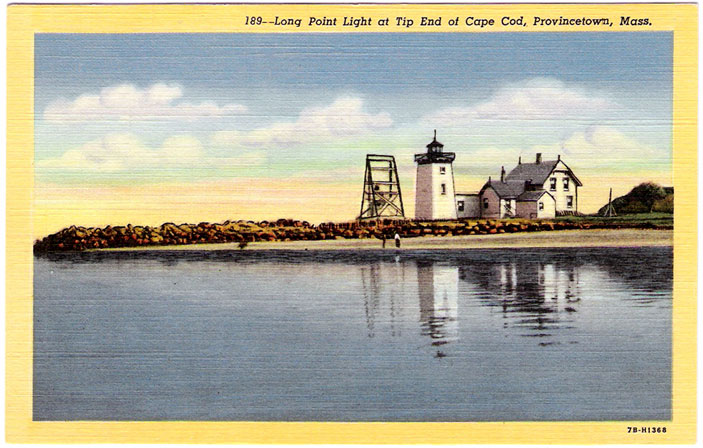
古い絵葉書。主題のロング・ポイント灯台はアメリカの国家歴史登録財。
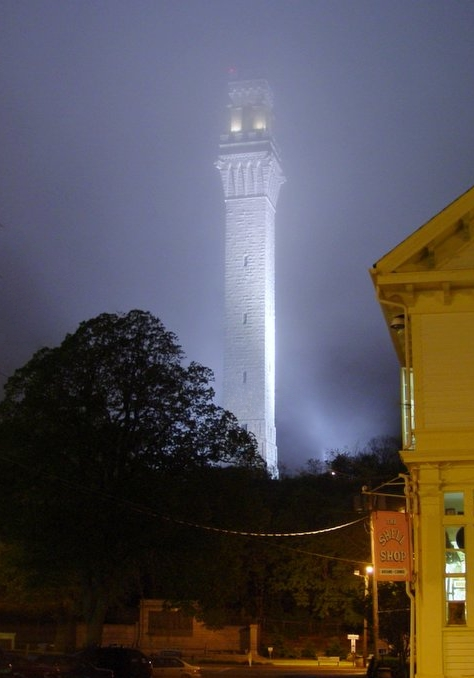
夜のピルグリム・モニュメント
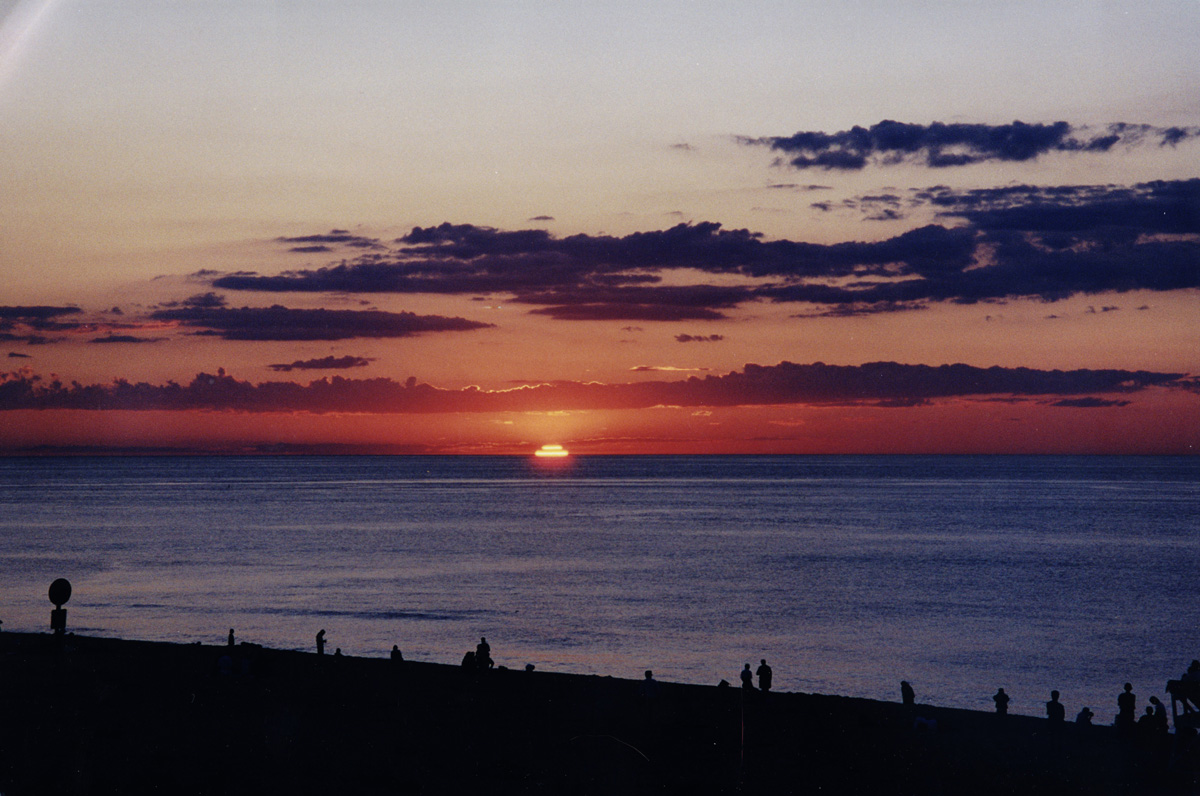
7月下旬のレイス・ポイント海岸の夕日
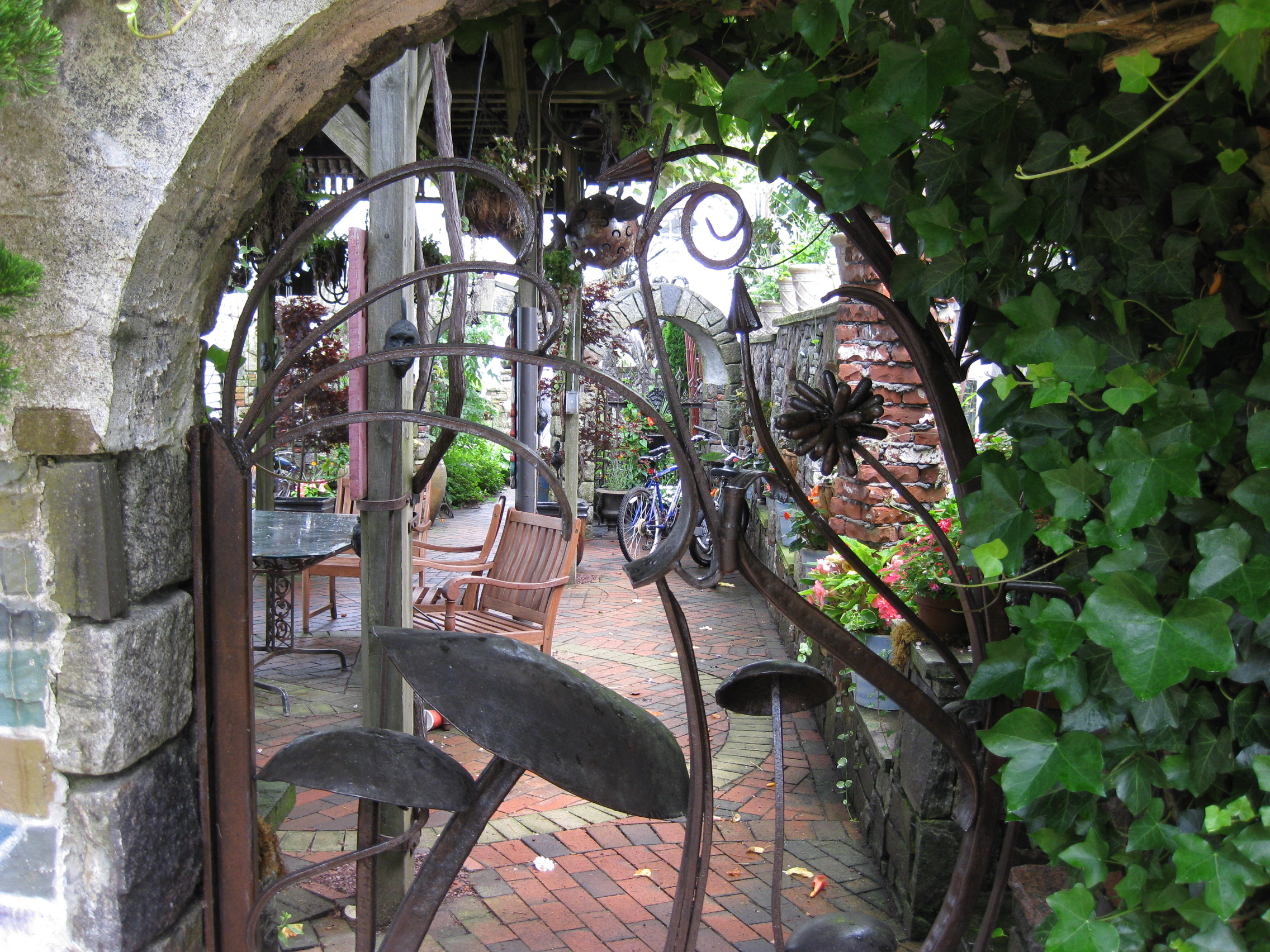
コマーシャル・ストリートの隠れ家的パティオ
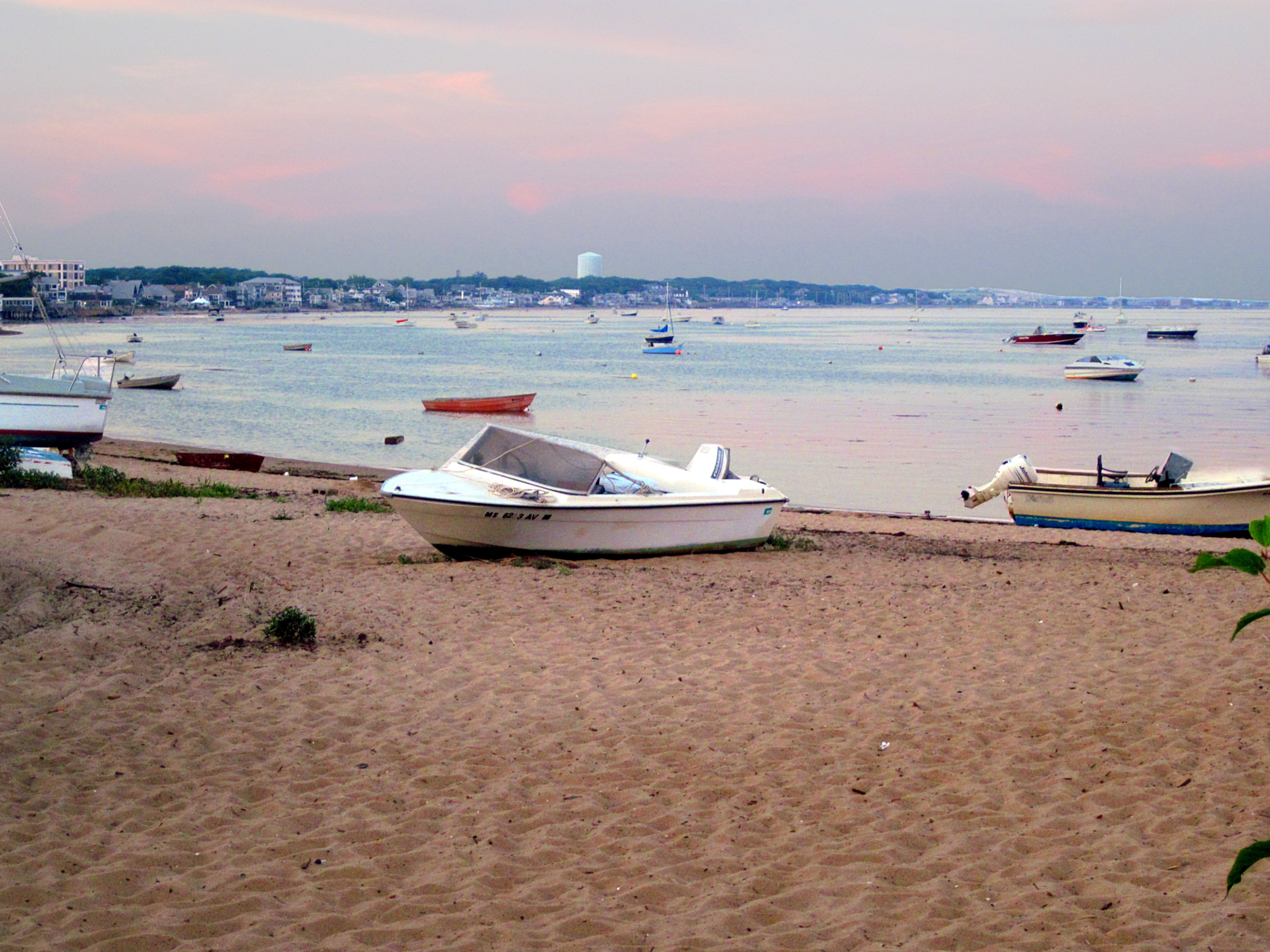
7月上旬の海岸
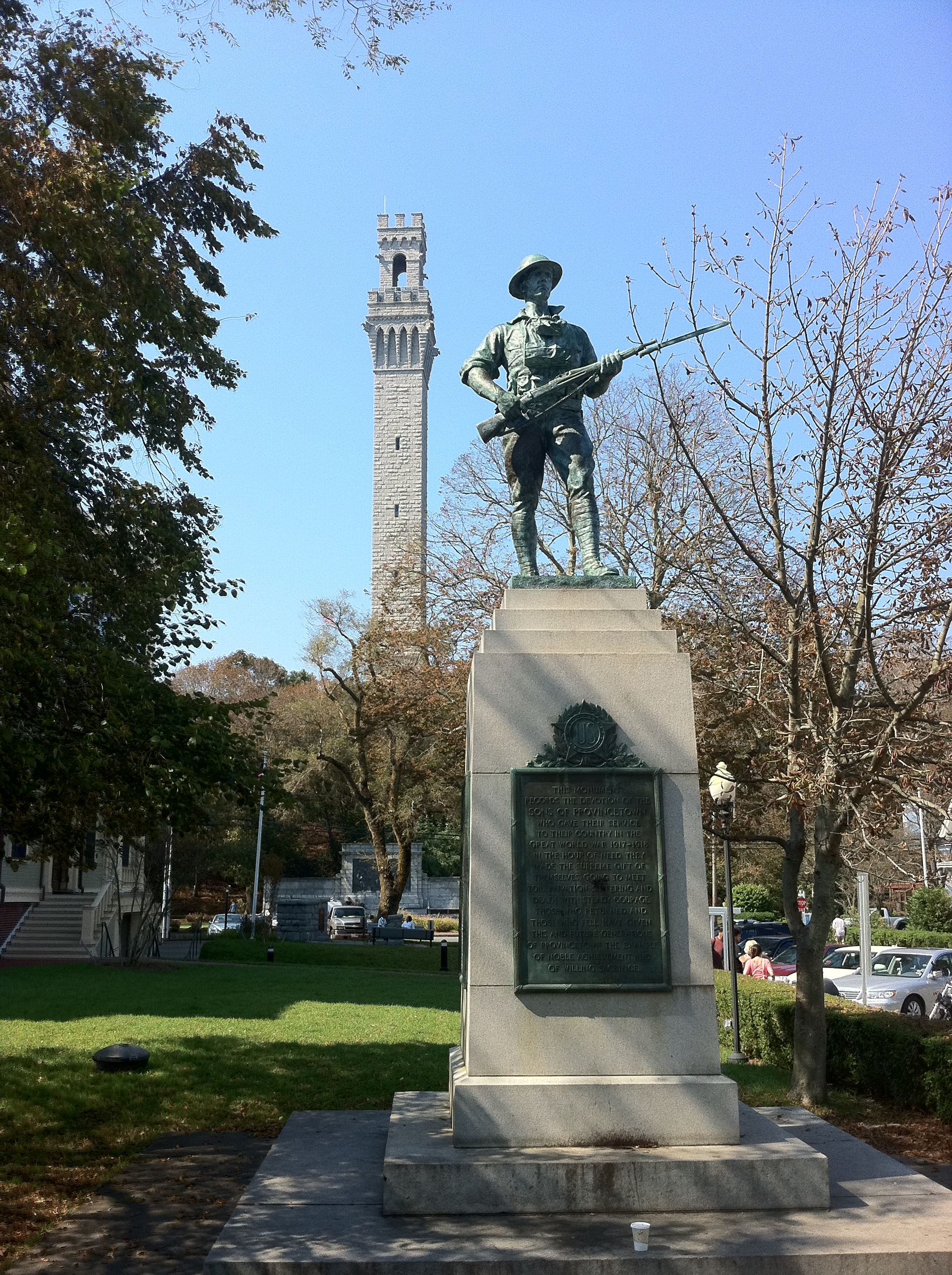
プロビンスタウンの戦争記念碑。第一次世界大戦に従軍した人々を記念する。
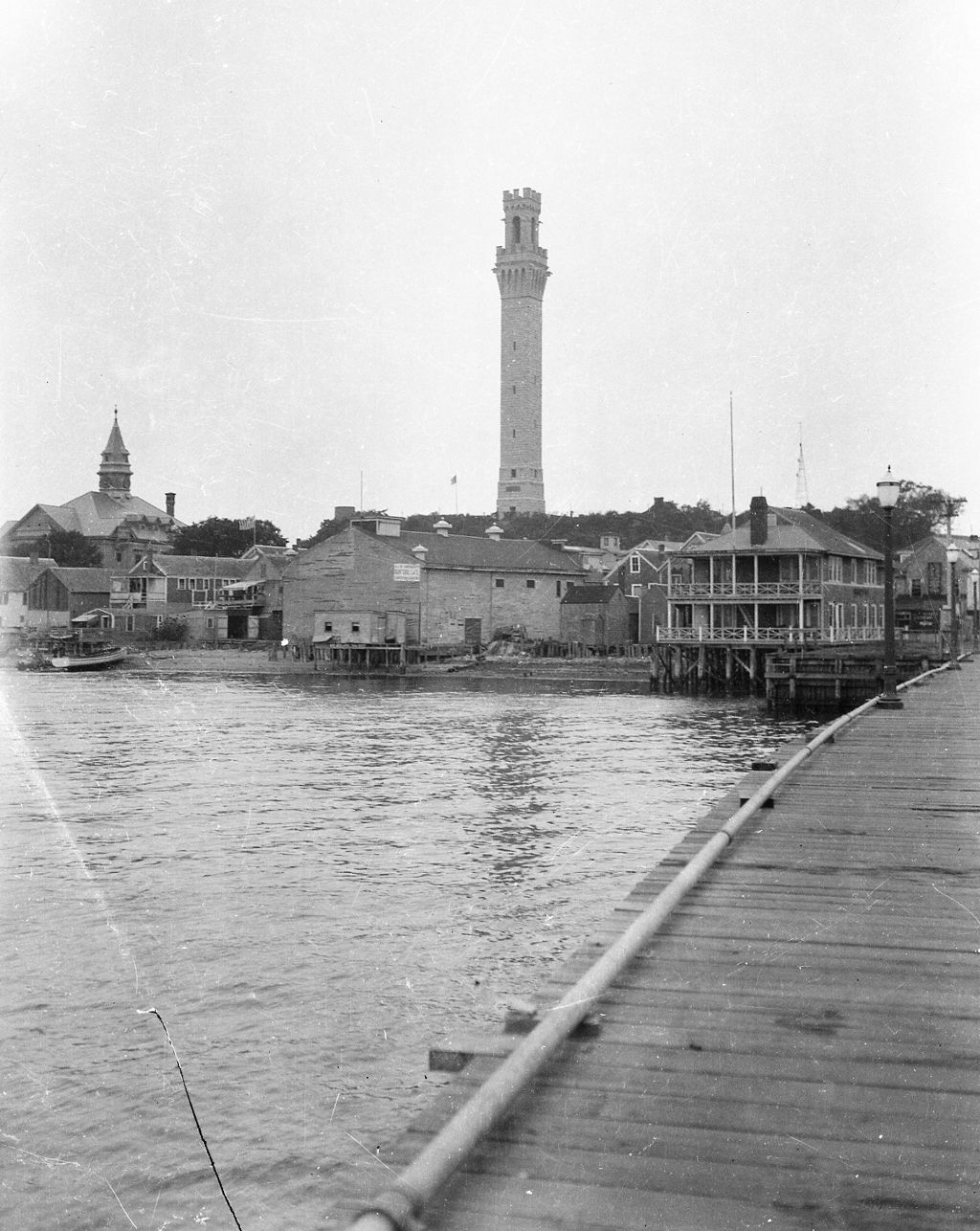
ピルグリム・モニュメントの古写真